# William Karlsson
William Karlsson (ur. 8 stycznia 1993 w Märsta, Szwecja) – hokeista szwedzki, gracz ligi NHL, reprezentant Szwecji.

## Kariera klubowa
- VIK Västerås HK (2010 - 29.03.2012)
- HV71 (29.03.2012 - 20.05.2013)
- Anaheim Ducks (20.05.2013 - 2.03.2015) 
  -  Norfolk Admirals (2013 - 2015)
- Columbus Blue Jackets (2.03.2015 - 22.06.2017)
  -  Springfield Falcons (2015)
- Vegas Golden Knights (22.06.2017 -)

## Kariera reprezentacyjna
- Reprezentant Szwecji na MŚJ U-18 w 2011
- Reprezentant Szwecji na  MŚJ U-20 w 2012
- Reprezentant Szwecji na  MŚJ U-20 w 2013
- Reprezentant Szwecji na MŚ w 2017

## Sukcesy
Reprezentacyjne
- Srebrny medal z reprezentacją Szwecji na MŚJ U-18 w 2011
- Złoty medal z reprezentacją Szwecji na  MŚJ U-20 w 2012
- Srebrny medal z reprezentacją Szwecji na  MŚJ U-20 w 2013
- Złoty medal z reprezentacją Szwecji na MŚ w 2017

Klubowe
- Clarence S. Campbell Bowl z zespołem Vegas Golden Knights w sezonie 2017-2018

Indywidualne
- Lady Byng Memorial Trophy w sezonie 2017-2018
- Plus/Minus Award - zawodnik NHL z najlepszą statystyką +/- w sezonie zasadniczym 2017-2018
- Nagroda Guldpucken - najlepszy szwedzki zawodnik roku w sezonie 2017-2018